# Гординський Святослав Ярославович
Святосла́в Яросла́вович Горди́нський  гербу Сас (*30 грудня 1906, Коломия, Австро-Угорщина — †20 травня 1993, Верона, Нью-Джерсі, США) — український художник, графік, мистецтвознавець, поет, перекладач, редактор та журналіст. Швагро філософа Миколи Івановича Шлемкевича.

## Життєпис
Народився в родині викладача Львівської класичної гімназії, згодом відомого літературознавця Ярослава Дмитровича Антоновича-Гординського. 1927 року закінчив Мистецьку школу Олекси Новаківського.
Відвідував Берлінську академію мистецтв, курс візантології в Українському науковому інституті (Берлін). У Парижі навчався в академії Жульєна і Модерній академії Фернана Леже.
У 1931 році повернувся до Львова, де заснував Асоціацію незалежних українських митців (АНУМ), став редактором її журналу «Мистецтво». Виставлявся на міжнародних виставках у Римі, Берліні, Празі.
У 1930-і роки неодноразово перебував у селі Сновидові в тестя — пароха села отця Івана Шлемкевича (батька Шлемкевича Миколи, деколи разом з Володимиром Ласовським), на відпочинку у Заліщиках, на Борщівщині створив картини «Над Дністром», «Сільська дівчина».
Знаючи добре візантійсько-київську українську традиції, поєднував її з новітніми конструктивними досягненнями і зумів майстерно подати українську ментальність у стилістиці свого часу.
У часи 2-ї світової війни згуртував близько 400 художників, видав каталог, який тривалий час був чи не єдиним енциклопедичним довідником про життя і творчість українських митців.
У 1944 — емігрував на Захід. У Мюнхені заснував Спілку праці українських образотворчих митців. Згодом переїхав до США, заснував Об'єднання Мистців Українців в Америці (ОМУА), організував велетенську виставку українських митців-американців і опублікував її каталог — своєрідну енциклопедію українського малярства у Штатах.
На початку 1990-х років (1991) відвідав незалежну Україну.
Свою колекцію мистецьких творів заповів Національному музеєві у Львові.

### Творчий доробок
- поетичні збірки:
  - «Барви й лінії» (1933)
  - Гординський С. Буруни. — Варшава-Львів : Варяг, 1936. — 64 с.
  - «Слова на каменях» (1937)
  - «Вітер над полями» (1938)
  - «Легенди гір» (1939)
  - «Сім літ» (1939)
  - «Сурми днів» (1940)
  - «Вибрані поезії» (1943)
  - «Вогнем і смерчем» (1947)
  - «Поезії» (1989)
- поеми «Сновидів» (1938), «Перший вал» (1941);
- збірка перекладів «Поети Заходу» (1961);
- монографії «Микола Глущенко [Архівовано 11 квітня 2016 у Wayback Machine.]» (1934), «Тарас Шевченко — маляр» (1940);
- довідкова книга «Українська ікона» (1981);
- альбомні видання про українських малярів: Т. Шевченка, О. Грищенка, П. Ковжуна, М. Мухина,
- монографія «Віктор Цимбал. Маляр і графік» [Архівовано 27 березня 2015 у Wayback Machine.]. Нью-Йорк, 1972,
- монографія «Леонід Перфецький» [Архівовано 2 квітня 2015 у Wayback Machine.]. Нью-Йорк-Торонто, 1990.
- мозаїки і розписи понад 30 українських церков у різних країнах світу (серед них — великі собори у Вінніпезі, Мельбурні, Мюнхені, Римі).
- іконостасу для церкви св. Михайла в Гезлтоні[6].
- переклади поезії з англійської, французької, німецької, італійської, польської та інших мов. На основі аналогій з українським фольклором доводив українське походження «Слова о полку Ігоревім».
- монографії про багатьох українських художників.
- зібрав рукописи, опублікував статті, спогади про Антонича Богдана-Ігоря.[7]
- Гординський С. Вогнем і смерчем: поезії / Святослав Гординський. — Мюнхен: Академія, 1947. — 32 с. — (Сьогочасні письменники) (Літературна бібліотека «Рідного слова» / під ред. Т. Курпіти). [Архівовано 8 серпня 2020 у Wayback Machine.]

### Окремі видання
- Гординський С. Тарас Шевченко маляр [Архівовано 4 жовтня 2021 у Wayback Machine.]. Краків : Українське Видавництво, 1942. 60 с.
- Гординський С. Вибрані поезії [Архівовано 4 жовтня 2021 у Wayback Machine.]. Краків : Українське Видавництво, 1944. 127 с.
- Гординський С. Поезії [Архівовано 19 квітня 2014 у Wayback Machine.]  — Нью-Йорк: Сучасність, 1989. — 447 с.
- Гординський С. Вірші // Над рікою часу: Західноукраїнська поезія 20–30-х років / Упор., вступ. ст., приміт. М. Ільницького. — Харків: Фоліо, 1999. — С. 503—588.
- Гординський С. В обороні культури. Спогади, портрети, нариси. — К., 2005. — 360 с.
- Гординський С. І переливи барв, і динамічність ліній…: Вірші і поеми / Упорядк., вступ. ст. В. І. Лучука. — Львів: Каменяр, 1990. — 265 с.
- Гординський С. Ю. Колір і ритми: Поезії. Переклади / Редкол.: В. Шевчук (голова) та ін. — К.: Час, 1997. — 479 с.
- Гординський С. Українські церкви в Польщі [Архівовано 19 квітня 2014 у Wayback Machine.] — Рим: Видання «Богословії» ч. 39. — 52 с.
- Гординський С. На переломі епох: Літературознавчі статті, огляди, есеї, рецензії, спогади /Упоряд., наук. ред., післямова Р. М. Лубківського. — Львів: Світ, 2004. — 504 с.
- Гординський С. Малярські твори В. Винниченка. — Нью-Йорк: УВАН, 1953. — 57 с.
- Гординський С. Поезії різних років [Архівовано 2 лютого 2014 у Wayback Machine.] // Сучасність. — 1977. — Ч. 4 (196). — С. 3–6.
- Гординський С. Поет-неокласик (З приводу збірки М. Ореста «Душа і доля») // Світанок. Літ. альм. — 1946. — Ч. 4-5. — С. 15–19.
- Гординський С. Поети Заходу: 60 перекладів з поезії латинської, італійської, французької, англійської, американської, німецької і польської}. — Нью-Йорк: Літ.-мистец. клюб, 1961. — 135 с.
- Гординський С. Поскриптум до «Патетичної» [Архівовано 2 лютого 2014 у Wayback Machine.] // Сучасність. — 1979. — № 10 (226). — С. 107—108.
- Гординський С. Проблема української стихії // Назустріч. — 1936. — Ч. 20. — С. 5–6.
- Гординський С. Сакральне мистецтво української діаспори // Українське сакральне мистецтво: традиції, сучасність, перспективи. — Львів: Свічадо, 1994. — С. 46–60.
- Гординський С. Слово о полку Ігоревім і українська народна поезія [Архівовано 19 грудня 2013 у Wayback Machine.]. — Вінніпег: Накладом УВАН, 1963. — 94 с.
- Гординський С. Тарас Шевченко — маляр. — Краків: Українське видавництво, 1942. — 30 с.
- Гординський С. Ув'язнене мистецтво: [Про укр. ікони 14–18 ст. та їх незадовіл. збереження в рад. музеях] // Сучасність. — 1969. — № 10. — С. 77–80.
- Гординський С. Українські художники в Канаді // Всесвіт. — 1991. — № 11. — С. 68–70.
- Гординський С. Юзеф Лободовський і його поезія // Сучасність . — 1978. — № 11. — С. 15–20.

## Вшанування пам'яті
У Львові запровадили премію імені С.Гординського в галузі культури і мистецтв із врученням диплома «Львівська слава».
10 листопада 2006 року Президент України Віктор Ющенко підписав розпорядження про створення у Львові пам'ятника Гординському впродовж 2007—2008 років.
Кабінет Міністрів України у грудні 2006 року мав створити організаційний комітет із підготовки заходів до 100-річчя Гординського. У Києві і Львові мали відбутися виставки творів митця і науково-практичні конференції. Передбачалися створення документального фільму та введення в обіг ювілейної монети і поштової марки. МЗС за участю Української всесвітньої координаційної ради мало вивчити можливість увічнення пам'яті С.Гординського у країнах, де він проживав.

## Гординський про себе
Мене цікавили й інтригували нові форми мистецтва. Я почав поволі усвідомлювати собі, що нові форми можна добре поєднувати з мотивами українського народного мистецтва, і кілька моїх графічних праць, які я подав на французькі виставки, були успішні. Кілька місяців студії у модерній академії Леже допомогли мені остаточно скласти своє власне розуміння форми на площині, що я почав успішно застосовувати в графіці.